# Le rêve du radjah ou La forêt enchantée
Le rêve du radjah ou La forêt enchantée è un cortometraggio del 1900 diretto da Georges Méliès.

## Trama
Un raja torna a dormire in una stanza del suo palazzo dopo aver tentato invano di catturare una farfalla con un retino.
Si ritrova all’aperto: tenta di sedersi su una panchina che cambia continuamente posizione mentre appare un albero che si tramuta in un guerriero che lo affronta per poi scomparire. Si materializza una bella donna che il rajah tenta di sedurre ma un gruppo di donne lo irretisce con una danza per poi spingerlo verso un altare dove il boia sta per tagliargli la testa.
Il raja si risveglia nel suo letto.